# Johan Karl von Bock
Johan Karl von Bock, ook wel Johann Karl von Bock, ( - 1810) was een Duits generaal-majoor der Infanterie. Hij werd op 4 september 1768. door de Saksische regent prins Xaver tot grootkruis in de Militaire Orde van Sint-Hendrik benoemd.